# Nacaxtlito
Nacaxtlito är en ort i Mexiko.   Den ligger i kommunen Hueyapan de Ocampo och delstaten Veracruz, i den sydöstra delen av landet, 500 km öster om huvudstaden Mexico City. Nacaxtlito ligger 87 meter över havet och antalet invånare är 103.
Terrängen runt Nacaxtlito är platt åt sydväst, men åt nordost är den kuperad. Runt Nacaxtlito är det ganska tätbefolkat, med 72 invånare per kvadratkilometer. Närmaste större samhälle är Corral Nuevo, 7,0 km väster om Nacaxtlito. Omgivningarna runt Nacaxtlito är en mosaik av jordbruksmark och naturlig växtlighet.